# Astrantia major

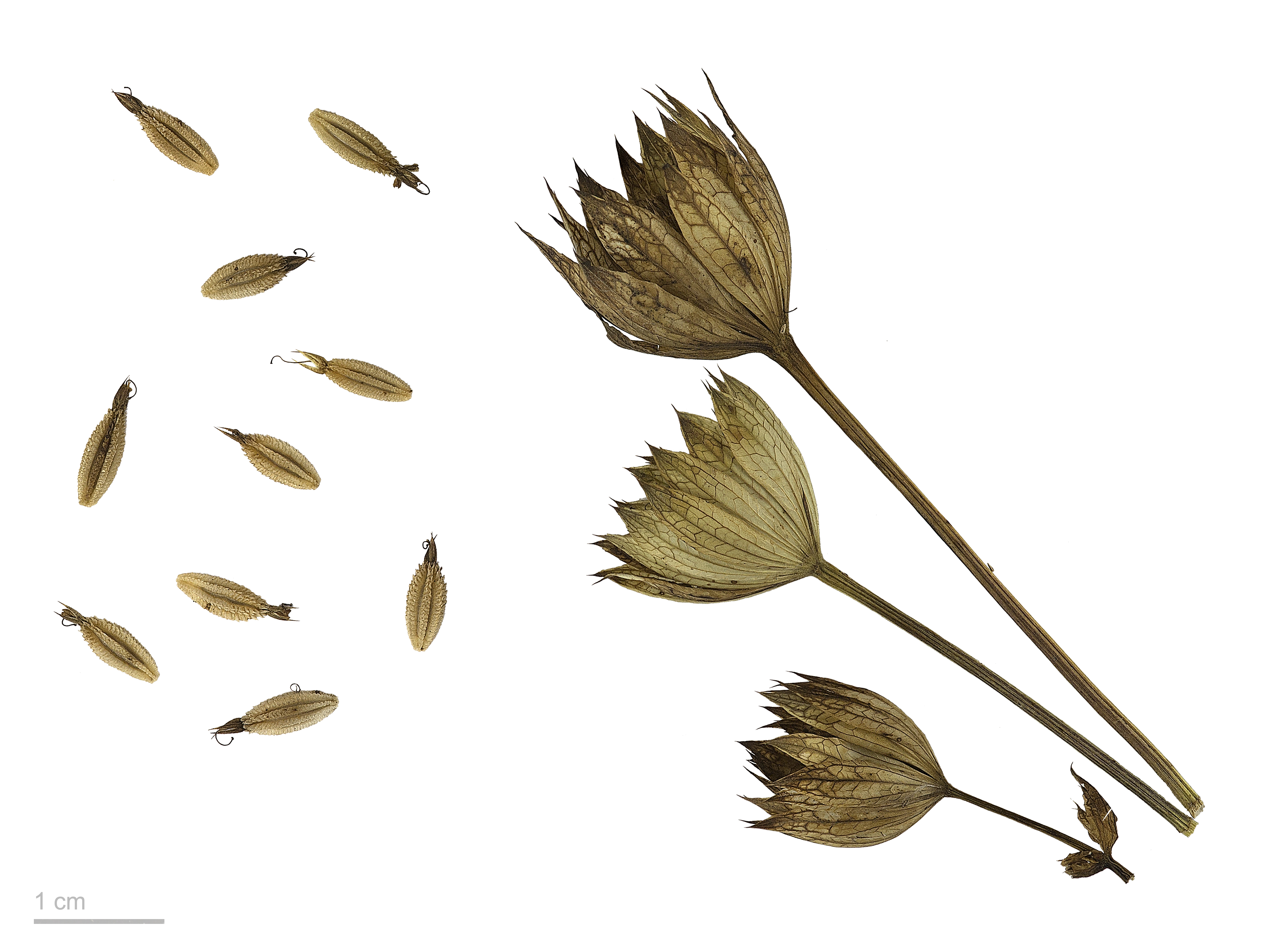
Astrantia major

L'astranzia maggiore (Astrantia major L., 1753) è una pianta erbacea, perenne, eretta, alta fino a 1 metro, glabra e dai piccolissimi fiori a forma di ombrella, appartenente alla  famiglia delle Apiaceae.

## Etimologia
Il nome del genere (astrantia) deriva dal latino "aster" che significa stella, in riferimento all'involucro con le brattee aperte a forma di stella. Il nome della specie (major) serve per distinguere l'altra specie (minor) di dimensioni più piccole e per la diversa forma dei lobi del calice dei fiori (acuminati in major e ottusi e brevi in minor).

## Descrizione

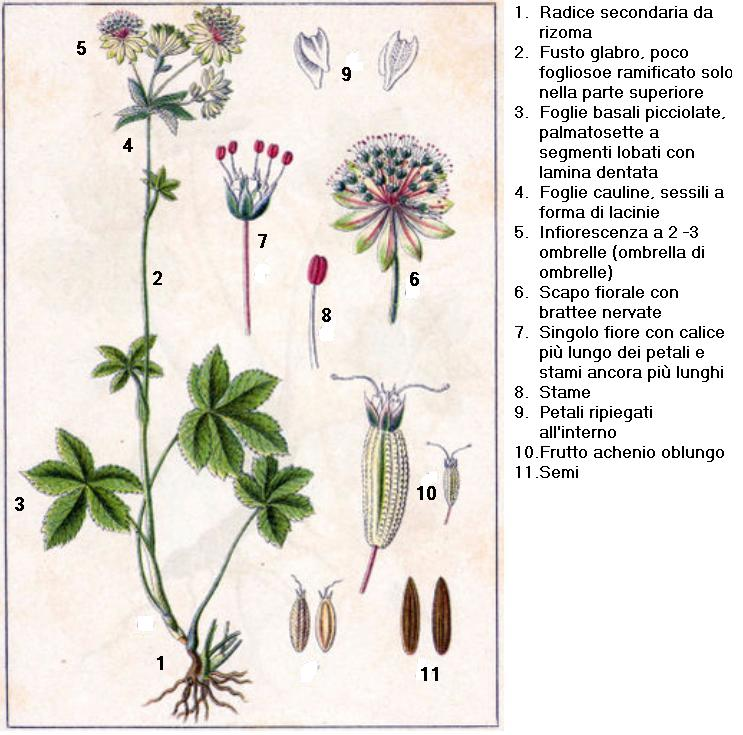
Descrizione delle parti della pianta

Forma biologica:  emicriptofita scaposa (H scap), ossia è una pianta perenne che si  riproduce annualmente per mezzo di gemme al livello del suolo (emicriptofita); mentre la forma prevede un asse fiorale allungato, poco ramoso e con poche foglie (scaposa).

### Radici
Radice secondaria da rizoma, scura e aromatica.

### Fusto
- Parte ipogea: consiste in un rizoma grosso (1 cm di diamtero) a polpa biancastra, ma ricoperto da fibre nere.
- Parte epigea: liscio, poco foglioso. Ramificato solo nella parte superiore

### Foglie

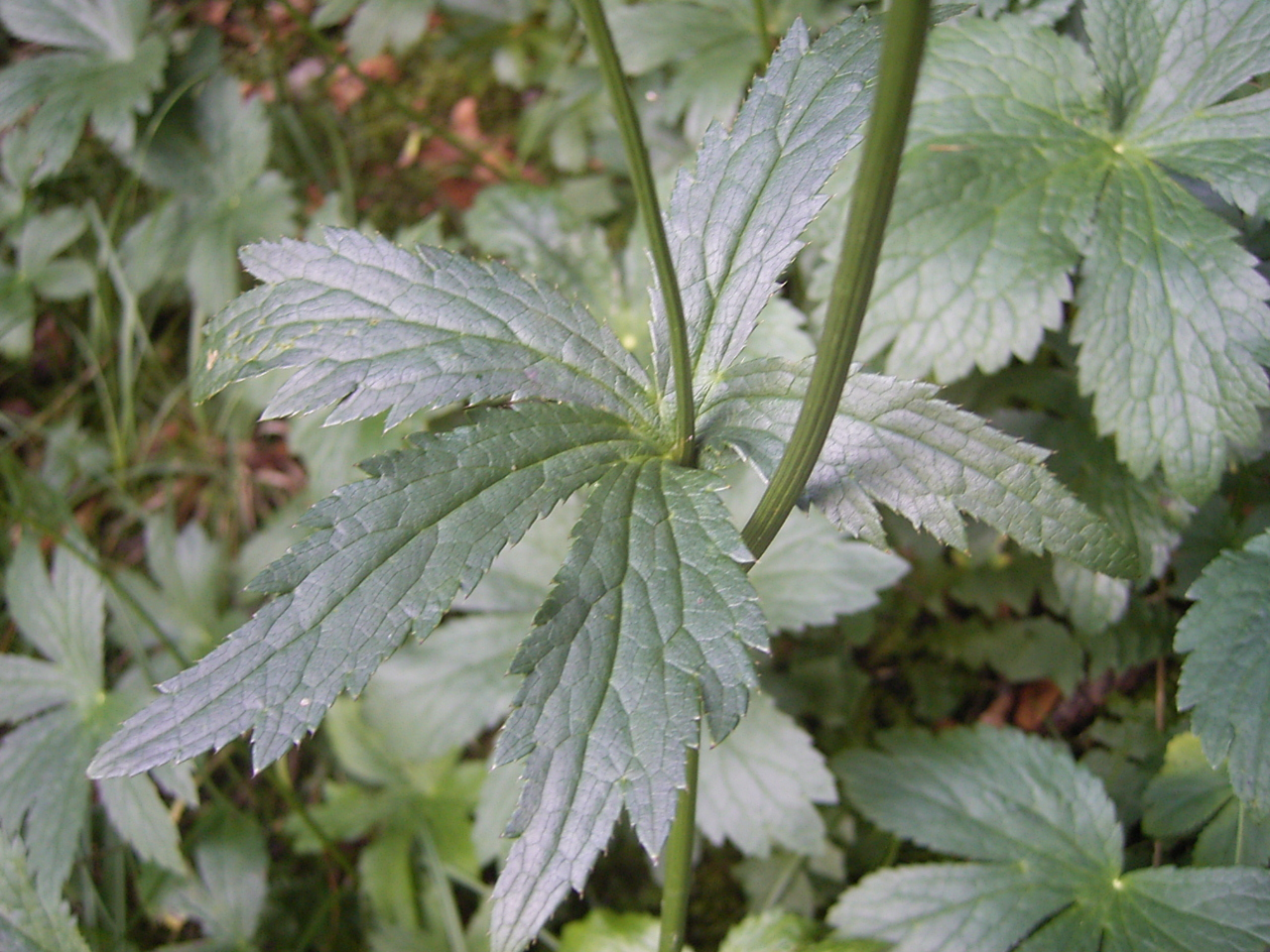
Foglie pentapartite a segmenti lobati e dentati

- Foglie basali: lungamente picciolate (lunghezza del picciolo da 1 a 2 dm), palmatosette a segmenti lobati (da 3 a 7)  e lamina grossolanamente dentata. Dimensioni: 8 – 15 cm.
- Foglie cauline:  sono generalmente 2, sessili del tipo amplessicuale (ossia guainanti il fusto) a forma di lacinie lanceolate e con apice trilobato.

### Infiorescenza

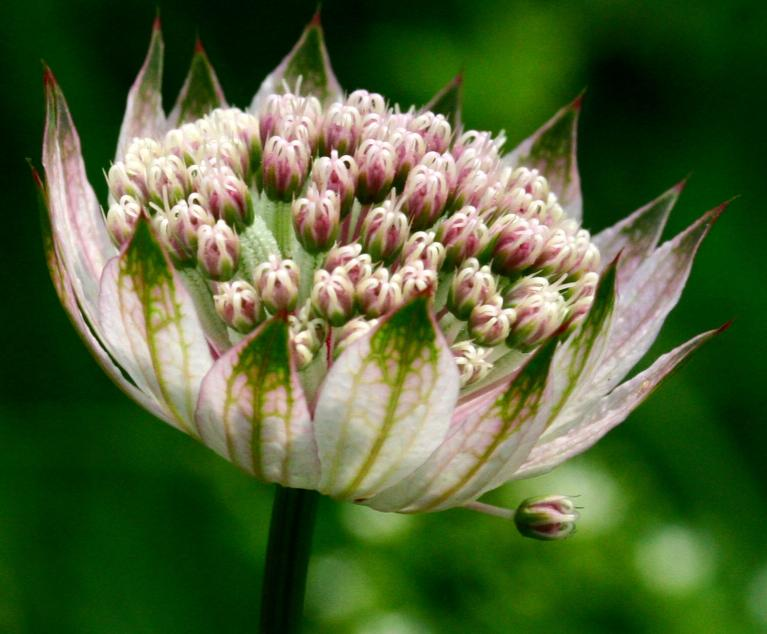
Infiorescenza con notevole involucro bratteale

Capolini non molto grandi a gruppi di 2 - 3 in semplici ombrelle (ombrella di ombrelle). Le brattee dell'involucro del capolino sono numerose (10 - 20), grandi, di colore rossastro (a volte bianche) con apice acuminato; hanno una funzione vessillare. Inoltre le brattee, che nella parte inferiore presentano da 3 a 5 nervature longitudinali (striature di tipo fogliare di colore verde ma anche rosato) collegate da nervi trasversali anastomosati a rete (rami di comunicazione tra tronchi nervosi principali), sono lunghe fino al doppio dell'ombrella (dimensione delle brattee: larghezza 2 – 5 mm; lunghezza 10 – 18 mm). Quest'ultima ha le dimensioni di qualche centimetro (1–3 cm).

### Fiori

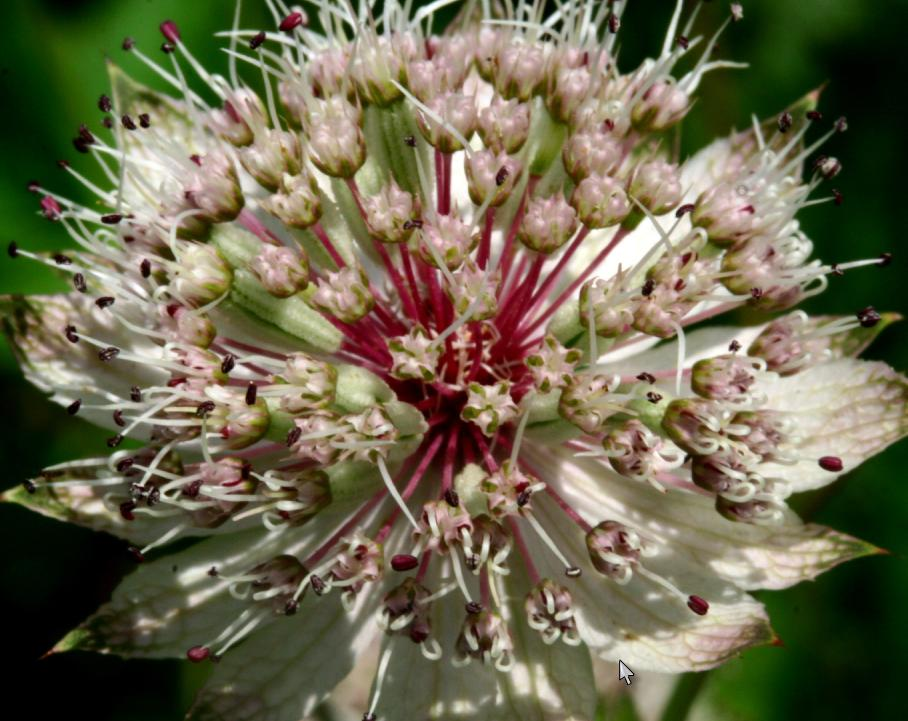
Fiori piccoli e densi

I fiori sono attinomorfi, pentameri (composti da 5 parti), piccoli e molto densi dal colore bianco-verdognolo con sfumature rossastre. Dimensione: 1 mm. Hanno un peduncolo più corto dell'involucro (lunghezza del peduncolo 5 – 8 mm). Quelli centrali sono ermafroditi, mentre quelli esterni sono maschili. 

I petali sono cinque, bianchi (o lievemente arrossati), ricurvi all'interno, mentre gli stami sono cinque anch'essi e sono molto più lunghi. Il calice presenta 5 denti acuminati, più lunghi dei petali.

Ovario infero, bicarpellare (biloculare).

Fioritura: da giugno a settembre.

Impollinazione: tramite coleotteri e altri insetti.

### Frutti
Frutto di tipo diachenio (composto da due mericarpi), abbastanza sviluppato, ovato e oblungo (sub-cilindrico), rugoso, screziato e carenato.

## Distribuzione e habitat
Il tipo corologico è: Orof. S-Europ.-Caucas. : ossia un tipo di pianta montana ed  alpina dell'Europa meridionale (Pirenei, Carpazi e Balcani), ma presente anche nel Caucaso fino in Anatolia.

In Italia è comune sulle Alpi nei prati grassi montani o margini dei boschi o presso i rivi; generalmente su calcare. 
Meno frequente sugli Appennini centro-meridionali.

Altitudine di preferenza: dai 600 a 2300 m s.l.m..

## Tassonomia
Sottospecie
- Astrantia major subsp. major L. - sottospecie nominale
- Astrantia major subsp. apenninica Wörz
- Astrantia major subsp. carinthiaca (Hoppe ex W.D.J.Koch) Arcang. - ombrelle più grandi (4–5 cm di diametro); diffusa soprattutto nelle Alpi orientali.
- Astrantia major L. subsp. elatior (Friv.) K.Maly - brattee con 5 nervi e con apice dentellato; denti del calice molto lunghi (fino al doppio dei petali); diffusa sugli Appennini.
- Astrantia major subsp. pyrenaica Wörz

Varietà
- Astrantia major var. minor Wimm. et Grab - le brattee sono più piccole dei fiori.
- Astrantia major var. illirica Borbas - calice con denti molto lunghi (più dei petali).

Specie simili
- Astrantia bavarica F.W. Schultz - astranzia di Baviera: generalmente è molto più piccola; le brattee dell'involucro sono più delicate; le foglie sono incise più profondamente. In Italia si trova solamente nei Friuli.

## Usi

### Farmacia
Anticamente era molto usata come pianta medicinale; ora non più e viene usata prevalentemente per la decorazione dei giardini.

La pianta si raccoglie in settembre e si utilizzano soprattutto le radici essiccate che contengono sali, tannino, sostanze purganti. L'infusione della pianta ha proprietà diuretiche, mentre i decotti sono purgativi

### Industria
È usata come materiale colorante e per resine particolari.

## Galleria d'immagini

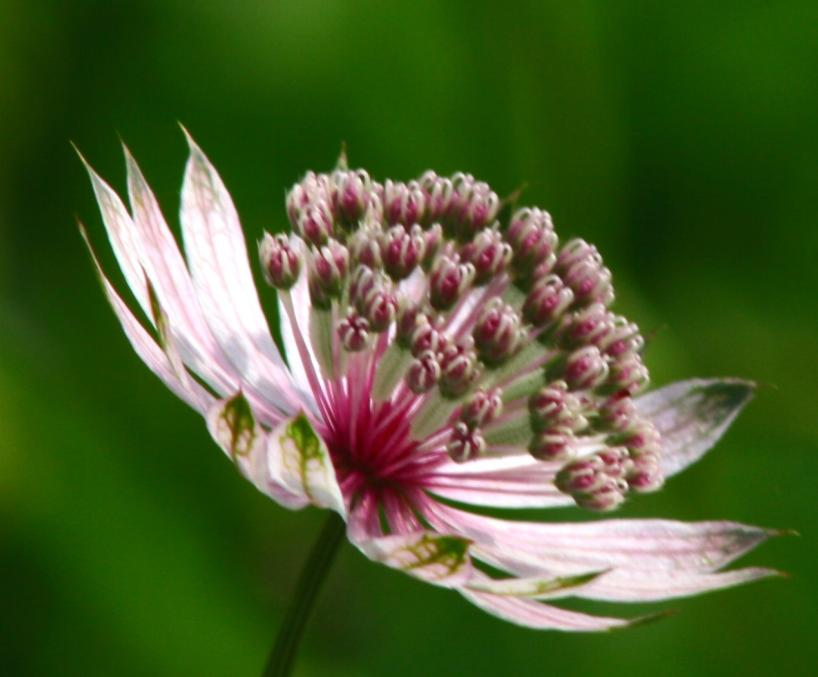
Infiorescenza dischiusa
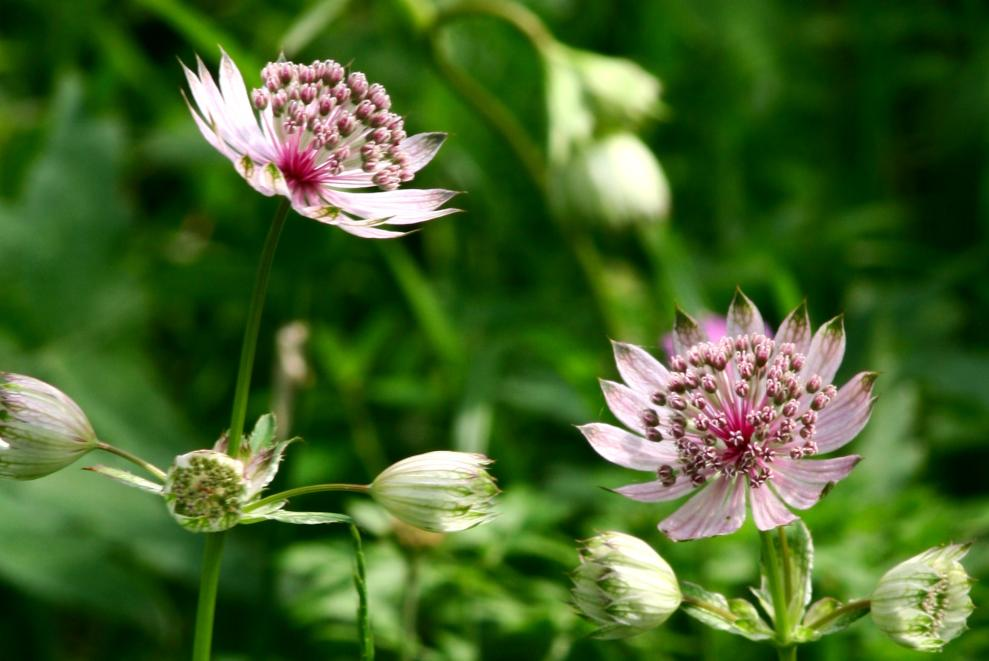
Infiorescenze chiuse e dischiuse
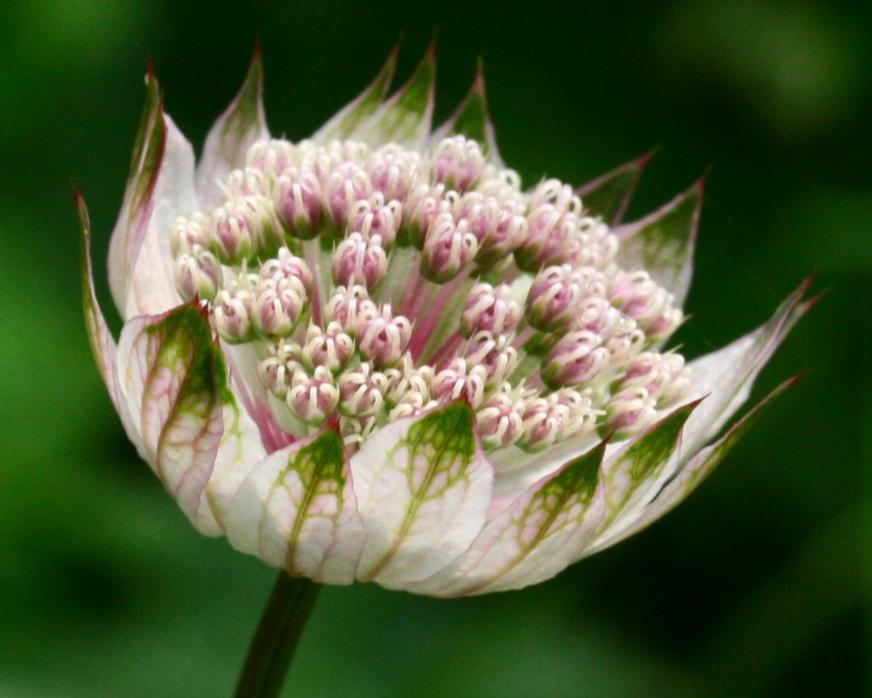
Infiorescenza semidischiusa
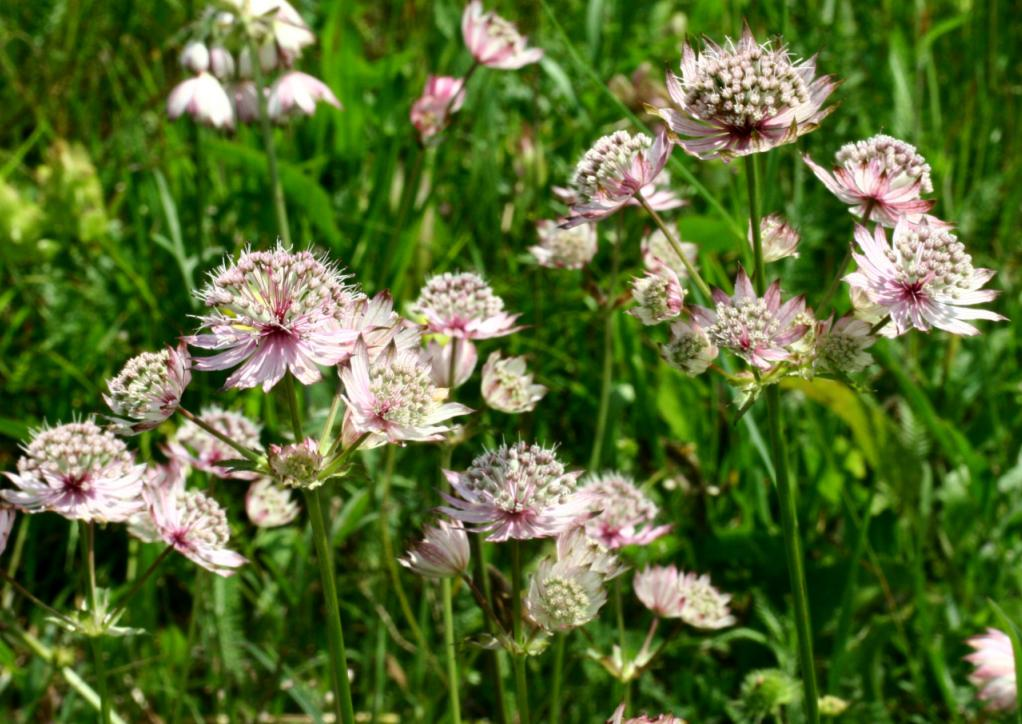
Gruppo di piante
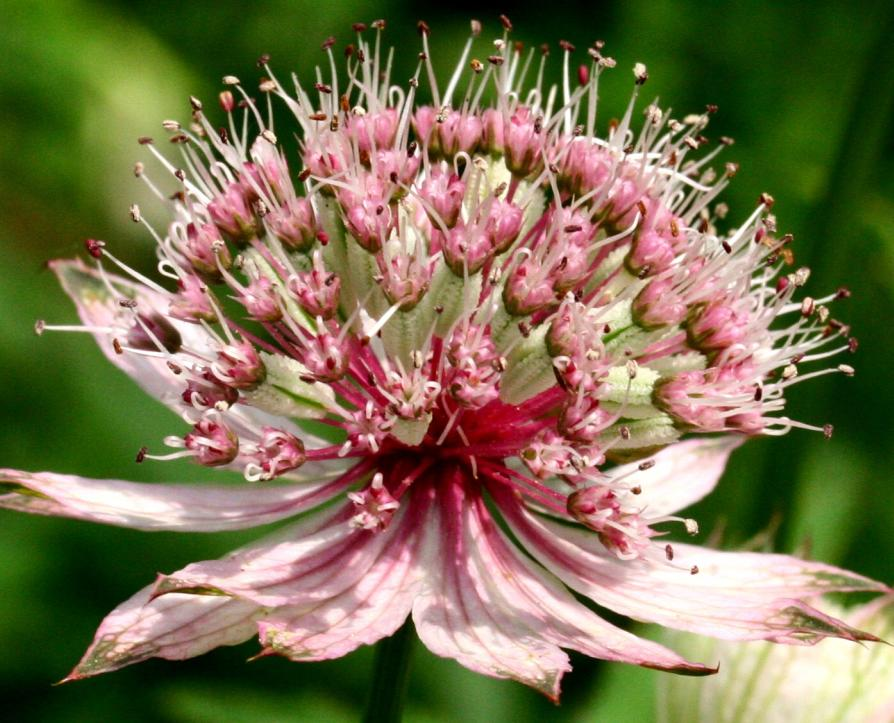
Ripresa ravvicinata di un'infiorescenza
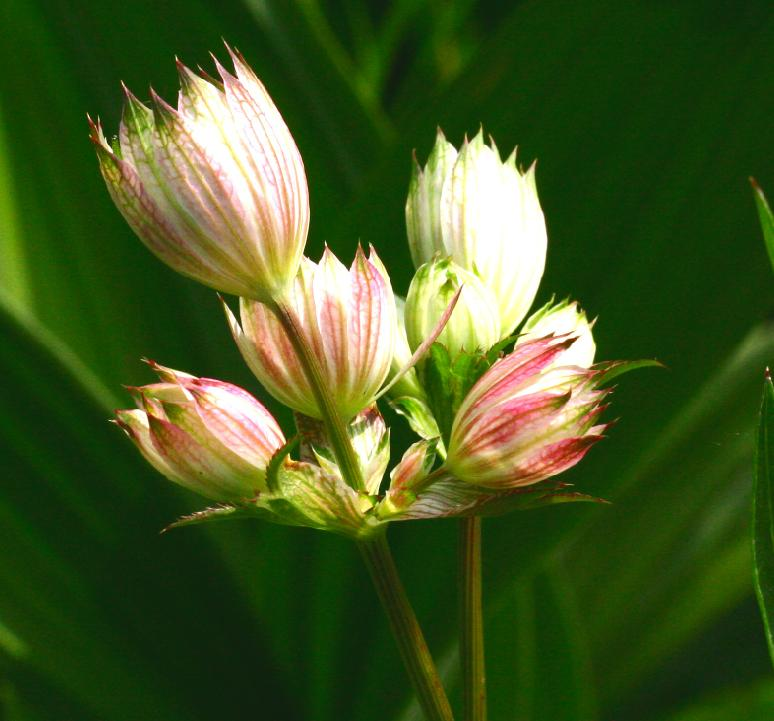
Infiorescenze chiuse
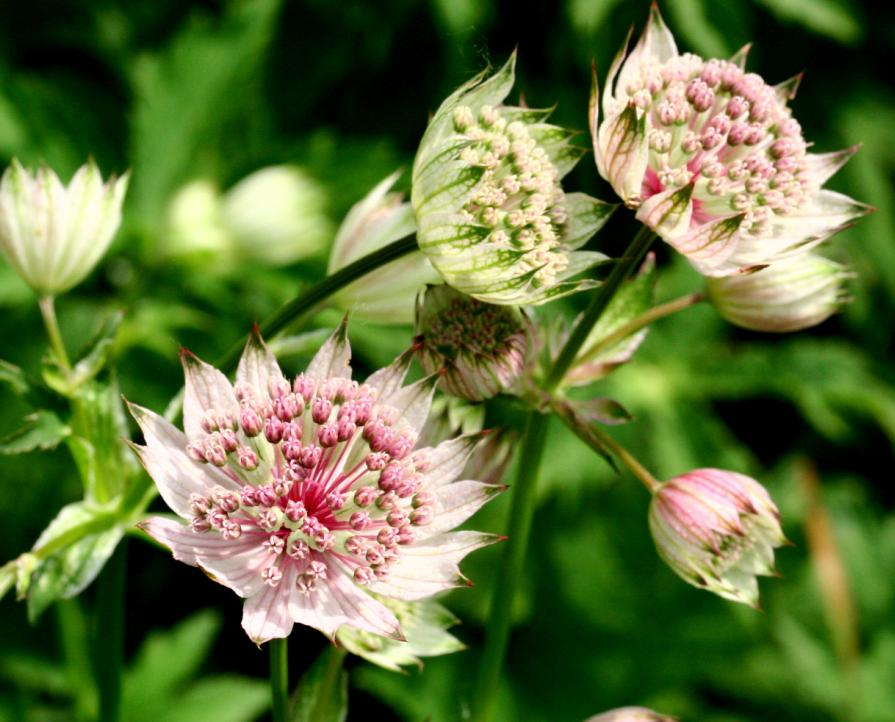
Infiorescenze in vari stati di dischiusione
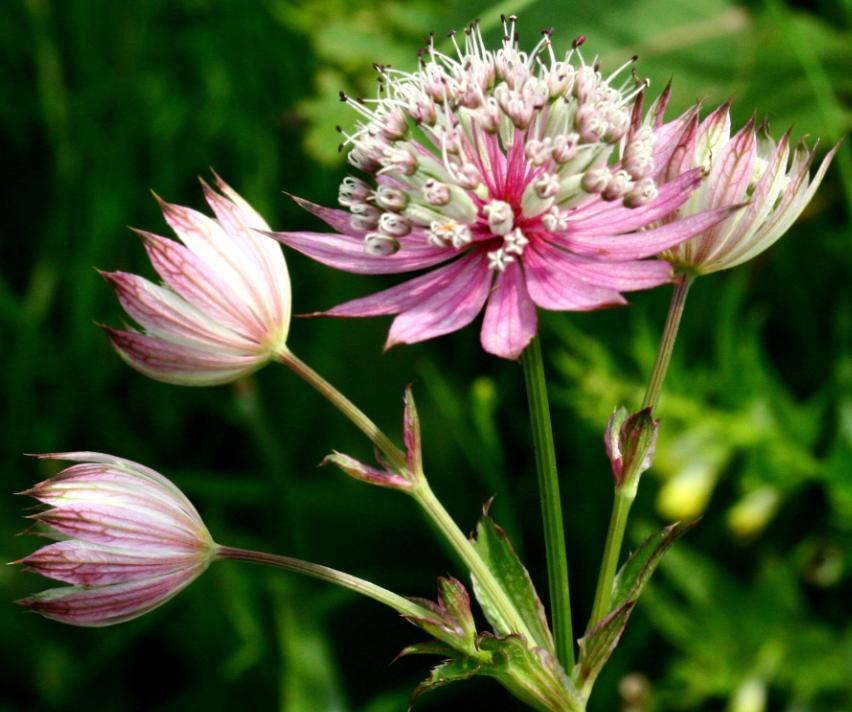